# 切彭

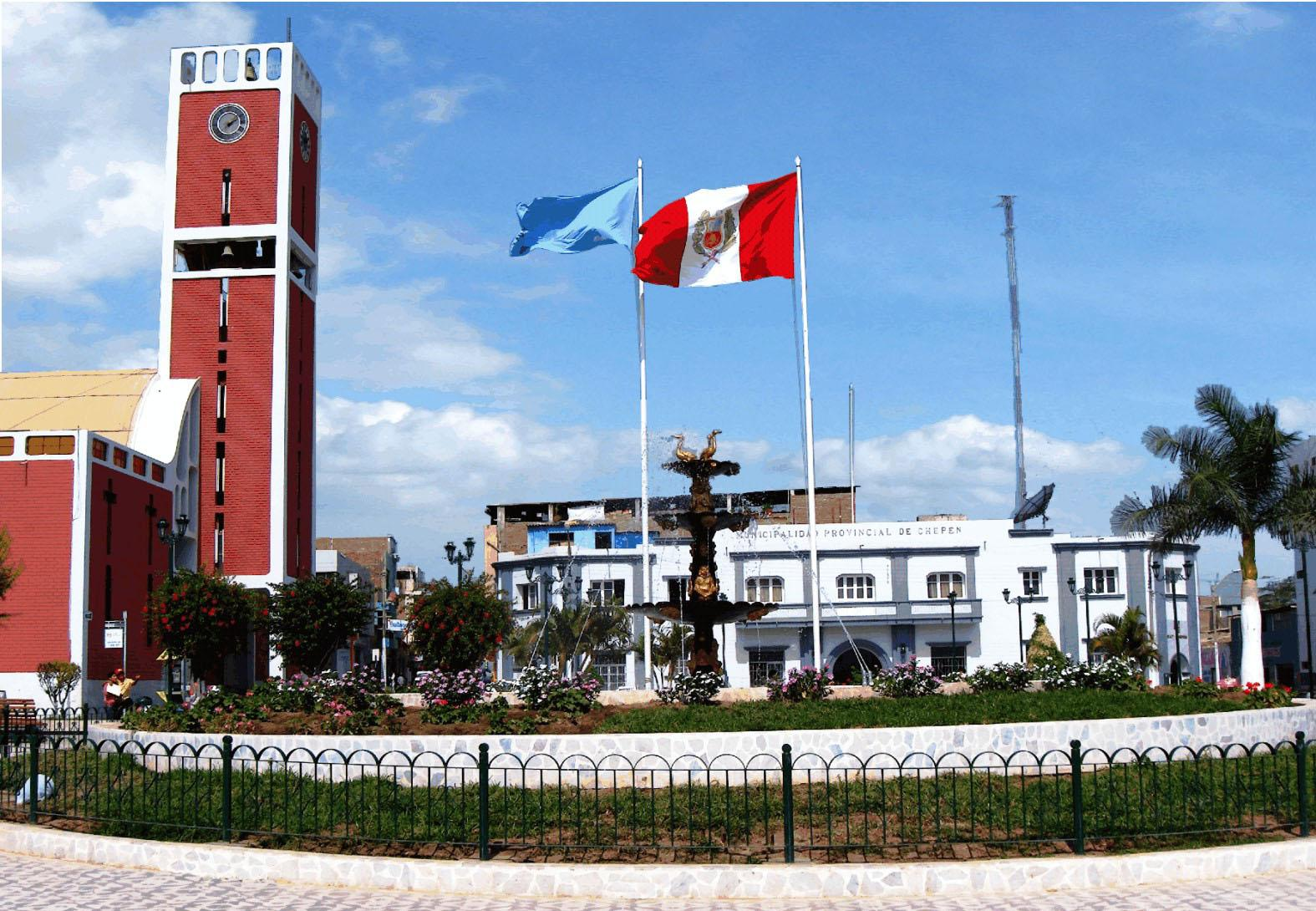

切彭是秘魯的城市，位於該國西北部，由拉利伯塔德大區負責管轄，距離特魯希略約130公里，面積287平方公里，海拔高度131米，2007年人口41,358。